# Grupa „Dolnej Wisły”
Grupa „Dolnej Wisły” – grupa taktyczna Wojska Polskiego II RP, improwizowana w sierpniu 1920 roku, w czasie wojny z bolszewikami.
27 lipca 1920 roku Ministerstwo Spraw Wojskowych poleciło Dowództwu Okręgu Generalnego „Łódź” rozpocząć przygotowania do obrony dolnej Wisły. Trzy dni później ministerstwo wydało kolejne zarządzenie w sprawie budowy umocnień na lewym brzegu rzeki i organizacji przedmości w Wyszogrodzie, Płocku i Włocławku. W założeniach każde z trzech przedmości miało być bronione przez jedną dywizję. Z uwagi na brak jednostek liniowych ministerstwo nakazało Dowództwu OGen. „Łódź” obsadzić załogi przedmości oraz linię Wisły przez jednostki zapasowe okręgu. Ponadto ministerstwo zakreśliło granice odcinka obrony dla OGen. „Łódź” od miejscowości Nowiny do miejscowości Chrapy.
17 sierpnia 1920 roku do Łącka przybył ze swoim sztabem generał podporucznik Józef Lasocki, wyznaczony przez Naczelne Dowództwo na stanowisko dowódcy grupy. Z uwagi na zakończenie walk na odcinku grupy dowództwa nie objął.